# Roca de Migdia (Tivissa)
La Roca de Migdia és una muntanya de 586 metres que es troba al municipi de Tivissa, a la comarca catalana de la Ribera d'Ebre.